# Herniaria pujosii
Herniaria pujosii är en nejlikväxtart som beskrevs av Charles Philippe Félix Sauvage och Vindt. Herniaria pujosii ingår i släktet knytlingar, och familjen nejlikväxter. Inga underarter finns listade i Catalogue of Life.